# Afire Love
«Afire Love» (с англ. — «Пылающая любовь») — песня британского певца и автора песен Эда Ширана с его второго студийного альбома × (2014). Песня о покойном дедушке Ширана, который страдал болезнью Альцгеймера. Пластинка, спродюсированная участником Snow Patrol Джонни Макдейдом, содержит семплы элементов песни «Remembering Jenny», написанной Кристофом Беком для саундтрека к американскому телесериалу «Баффи — истребительница вампиров».
Песня была выпущена в качестве цифровой загрузки в iTunes Store 16 июня 2014 года и стала третьим из семи рекламных синглов ×. Из-за высокой скорости потоковой передачи все 12 треков альбома, включая «Afire Love», попали в чарты Соединённого Королевства.

## История
Песня о покойном дедушке Ширана, который 20 лет страдал болезнью Альцгеймера. Он умер от этой болезни в декабре 2013 года, через две недели после того, как Ширан начал писать текст. Он закончил писать песню на похоронах своего деда. До выхода альбома Ширан также отдал дань уважения на церемонии вручения премии Грэмми 2014 года, на которой он был в галстуке, принадлежавшем его деду.
В тексте песни обсуждается реакция Ширана на болезнь его дедушки. В стихах, предшествующих первому припеву, Ширан рассказывает об обстоятельствах, связанных с болезнью. Например, он поет о том, как его дедушка потерял способность узнавать лицо своего внука. В припеве рассказывается о сильной любви между его бабушкой и дедушкой. Песня заканчивается тем, что Ширан и его семья поют аллилуйя на похоронах.
Ширан записал «Afire Love» в студии Cocoloco в Лос-Анджелесе, а также в студиях Sphere и Metropolis в Лондоне. Сингл был спродюсирован участником группы Snow Patrol Джонни Макдейдом. В треке прослеживаются элементы песни «Remembering Jenny», которая была написана Кристофом Беком для саундтрека к американскому телесериалу «Баффи — истребительница вампиров».

## Выпуск и приём
Песня была выпущена в качестве цифровой загрузки в iTunes Store 16 июня 2014 года и стала третьим из семи рекламных синглов с его второго студийного альбома × (2014). Он был доступен для цифровой загрузки при предварительном заказе альбома. Он возглавил чарт iTunes в США.
Из-за высокой скорости потоковой передачи «Afire Love» и остальные 12 треков альбома попали в чарты Великобритании. Песня вошла в UK Singles Chart под номером 71 и поднялась до 59-го места.
Нил Маккормик из Daily Telegraph описывает песню как гимн.

## Чарты
| Чарт(2014)                                 | Высшая позиция |
| ------------------------------------------ | -------------- |
| Бельгия/Фландрия (Ultratop 50)             | 46             |
| Бельгия/Валлония (Ultratop 50)             | 44             |
| Канада (Billboard Canadian Hot 100)        | 41             |
| Дания (Tracklisten)                        | 5              |
| Европа (Billboard Euro Digital Song Sales) | 5              |
| Франция (SNEP)                             | 37             |
| Ирландия (IRMA)                            | 82             |
| Ireland (Ireland Digital Songs)            | 2              |
| Нидерланды (Single Top 100)                | 38             |
| Portugal (Portugal Digital Songs)          | 9              |
| Испания (PROMUSICAE)                       | 40             |
| Sweden (Sweden Digital Songs)              | 5              |
| UK Singles (Official Charts Company)       | 59             |
| США (Billboard Hot 100)                    | 37             |

## Сертификации
| Регион                                                                      | Сертификация | Продажи |
| --------------------------------------------------------------------------- | ------------ | ------- |
| Дания (IFPI Danmark)                                                        | Золотой      | 45 000  |
| Великобритания (BPI)                                                        | Золотой      | 400 000 |
| США (RIAA)                                                                  | Золотой      | 500 000 |
| Данные о продажах + прослушиваниях приведены только на основе сертификации. |              |         |